# سيريل أكونو
سيريل أكونو (من مواليد 29 فبراير 2000) هو لاعب كرة قدم ألماني من أصل كاميروني ويلعب يلعب في مركز الهجوم لنادي ماينتس 05. 

## روابط خارجية
- سيريل أكونو على موقع قاعدة بيانات كرة القدم.إي يو (الإنجليزية)
- سيريل أكونو على موقع بيانات كرة القدم. دي إي (الألمانية)
- سيريل أكونو على موقع Soccerway.com (الإنجليزية)
- سيريل أكونو على موقع عالم كرة القدم.نت (الإنجليزية)
- الملف الشخصي على FuPa.net